# Örebro
Örebro er en by i landskabet Närke i Svealand i det centrale Sverige. Byen har 128.658 (2023) indbyggere og er Sveriges sjettestørste by. Den er residensby i Örebro län og hovedby i Örebro kommune.
Örebro ligger centralt i landet og er et knudepunkt for flere hovedfærdselsårer. Byen er mest kendt for Örebro slott, der ligger på en ø i åen Svartån, der løber igennem byen. Örebro er også hjemsted for Örebro Universitet samt fodboldklubben Örebro SK. En afdeling af Statistiska centralbyrån ligger i byen.